# ثرکس

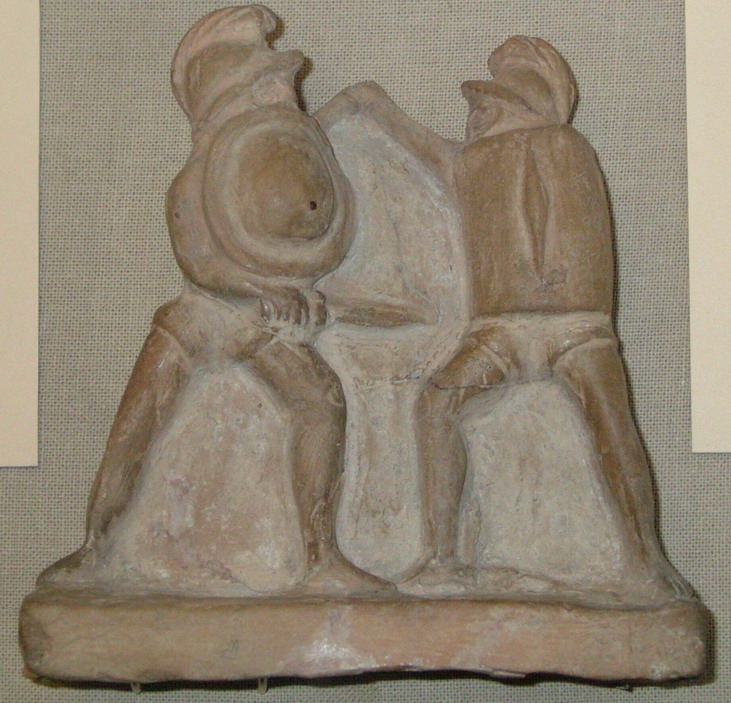
هپلوماچوس (در چپ) در حال جنگ با یک ثرکس (در راست) (تراکوتا, موزه‌ی بریتانیا).

ثرکس، یا تراکیه‌ای، یکی از انواع گلادیاتورهای رومی بود که به شکل تراکیان مسلح شده بود، با سپری کوچک و چهارگوش یا گرد که بدان پارمولا نیز می‌گفته (حدود ۶۰ در ۶۵ سانتی‌متر) و یک شمشیر بسیار کوتاه با لبه‌ای نسبتا خمیده که بدان سیکا می‌گفتند (مانند نسخه کوچکتر داس جنگی داکیه‌ای) و هدفش ایجاد جراحت در پشت بدون زره و نامجهز حریف بود. سایر سلاح‌های او شامل زره ساقی مجهز، یک کمر محافظ بالای یک کمربند، و یک کلاه‌خود با یک ستون کناری، گیره و ستیغ بود. گلادیاتریکس ها نیز همان تسلیحات و زره را به کار می‌بردند.

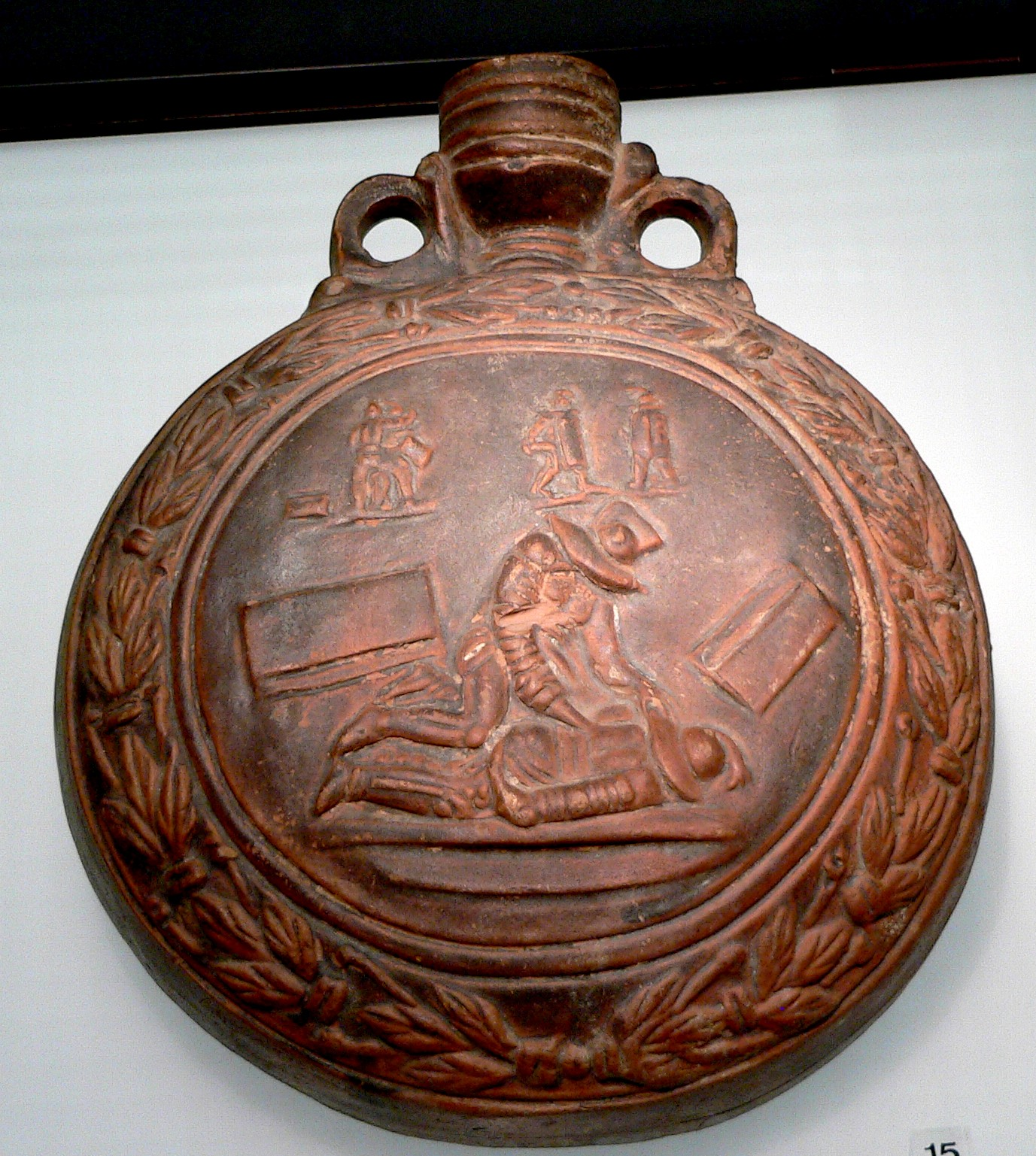
مورمیلو (در چپ) در حال شکست دادن یک ثرکس (در زمین دراز کشیده است) (لامپ, موزه‌ی لوور).